# Piper sanramonense
Piper sanramonense är en pepparväxtart som beskrevs av William Trelease. Piper sanramonense ingår i släktet Piper och familjen pepparväxter. Inga underarter finns listade i Catalogue of Life.